# 伊恩·休姆
伊恩·休姆（英語：Iain Hume；1983年10月30日—）是一位加拿大職業足球運動員，在場上司職前鋒。他雖然出生在英國愛丁堡，但卻選擇代表加拿大男足參賽。

## 生平

### 國家隊生涯
休姆在15歲時曾獲得蘇格蘭U-16國青隊的邀請，但他拒絕了邀請，並表示更希望為加拿大效力。
2001年和2003年，休姆都曾隨加拿大國青隊出戰世界青年錦標賽。他在2003年世青賽小組賽期間射入三球，協助加拿大晉級淘汰賽。在對陣西班牙的四強賽中，休姆在下半場射入扳平比分的一球，將比賽逼進加時階段，但最終西班牙憑藉哈維·阿里斯門迪的入球淘汰加拿大。
2003年2月，休姆在對陣利比亞的友誼賽中第一次為加拿大大國家隊上陣。
2007年中北美金盃半決賽，加拿大對陣東道主美國。休姆在下半場接替馬丁·納什上場，先是連續獻上強勢拼搶，然後在第76分鐘攻破美國大門，打破了加拿大男足自1993年以來無法攻破美國大門的窘境。不幸的是，由於艾迪巴·赫捷臣在最後一刻扳平比分的入球被誤判為越位在先，因此加拿大以1-2不敵美國，無緣總決賽。